# Odsherred
Odsherred, er det nu brugte navn for Ods Herred. Herredet er beliggende i den nordvestligste del af Sjælland, i daglig tale kaldet Nordvestsjælland, med byer som Asnæs, Vig, Hørve, Nørre Asmindrup, Nykøbing Sjælland og Højby.
Odsherred Kommune er dannet af de tre tidligere kommuner Dragsholm Kommune, Nykøbing-Rørvig Kommune og Trundholm Kommune og er en halvø afgrænset af Sejerø Bugt (Storebælt) mod vest, Kattegat mod nord og Isefjorden mod øst.
Området er hjemsted for store sommerhusområder. Fra Rørvig er der færgeoverfart til Hundested og fra Sjællands Odde er der færgeforbindelse til Århus og Ebeltoft via Molslinjen.
Odsherred er Danmarks første UNESCO-anerkendte geopark, Geopark Odsherred.
Oprindeligt var Odsherred en halvø, der kun havde forbindelse til Sjælland via en smal tange, Draget, ved Dragsholm Slot syd for Vejrhøj.
Odsherred rummer noget af landets mest varierede natur fra østvendte kystnære bøgeskove ved Kongsøre mod sydøst over Lammefjordens flade gamle fjordbundslandskab til de dramatiske stigninger mod vest i det fredede område Bjergene, Sjællands største vandreklit ved Rørvig og kuperede bakker ved blandt andet Klintebjerg. Langs den 155 km lange kystlinje findes nogle af landets bedste badestrande.
Området har i over hundrede år tiltrukket kunstnere og kunsthåndværkere på grund af det særlige klare lys (som også ses på Skagen og Bornholm) og det varierede landskab.
Odsherred rummer et af landets mest interessante geologiske istidslandskaber – Odsherredbuerne, som tydeligst kan ses fra kommunens næsthøjeste punkt, Esterhøj i Høve (89 m. o. h.), mens Vejrhøj længere mod sydvest er det højeste punkt i kommunen og Sjællands næsthøjeste med sine 121 m. o. h. Odsherred rummer også på Rørvighalvøen destinationen Nørrevang, som er godkendt som Danmarks geografiske midtpunkt, såfremt man tegner en passer om Danmarkskortet inklusive Bornholm.
Købstaden Nykøbing Sjælland er den største by med 5836 indbyggere (2009), herefter følger Asnæs med stort indkøbscenter med 2900 indbyggere, Hørve med 2416 indbyggere, Fårevejle Stationsby med 1821 indbyggere, Vig med 1515 og Højby med 1484.
I middelalderen kaldtes Rørvig-halvøen for Isøre, og på Isøre Ting blev valgt de to konger Harald Hen i 1074 og kong Niels i 1104.
Odsherred er fundstedet for det største bronzealderfund nogen sinde, Solvognen, der blev fundet i 1902 under pløjning i Trundholm Mose og stammer fra den ældre bronzealder, cirka 1350 f. Kr. Skulpturen, der anvendes i kommunevåbenet, udstilles på Nationalmuseet. Over 300 oldtidsminder, dysser og langhøje findes i det kulturhistoriske landskab i Odsherred, som også rummer landets ældste verdslige borg, Dragsholm Slot fra 1200-tallet, i dag en meget anerkendt spiserestaurant, hotel- og kursusejendom. Odsherred (Ods Herred) er omtalt i Diplomatarium Danicum mellem år 1333 og 1413
Udtørringen af Lammefjorden fra i 1875 og indvielsen af jernbanen fra Holbæk til Nykøbing Sjælland i 1899 fik stor betydning for egnen som helhed og landbrugets speicalafgrøder med gulerødder som den foretrukne afgrøde på Lammefjorden i særdeleshed.

## Oprindelsen til navnet
Forleddet er identisk med det gamle navn på Sjællands Odde. Efterleddet er ordet herred som kommer af hær og råde, i betydningen 'hærområde'. Landet var fra middelalderen inddelt i omkring 150 herreder, og navnet Ods Herred betyder "Herredet med Sjællands Odde".
Herredet hørte i middelalderen under Sjællands Vestersyssel. Det kom senere under Dragsholm Len. Det blev i 1660 ændret til Dragsholm Amt, der efter forskellige konstellationer af fællesstyre, ved reformen i 1793 blev lagt sammen med de øvrige herreder i Holbæk Amt.
I herredet ligger købstaden Nykøbing Sjælland og følgende sogne:
- Asnæs Sogn
- Egebjerg Sogn
- Fårevejle Sogn
- Grevinge Sogn
- Højby Sogn
- Hørve Sogn
- Lumsås Kirkedistrikt (Ej vist på kort)
- Nykøbing Sj Sogn
- Nørre Asmindrup Sogn
- Odden Sogn
- Rørvig Sogn
- Vallekilde Sogn
- Vig Sogn

Oprindeligt hørte Vallekilde og Hørve sogne til Skippinge Herred.
En person bosat i Ods Herred hedder en odsing.